# Bastian Bischoff
Bastian Bischoff (* 4. Dezember 1984 in Tübingen) ist ein ehemaliger deutscher Fußballspieler.

## Spielerkarriere
Bastian Bischoff stammt aus der Jugend des Bad Uracher Stadtteilklubs TSV Wittlingen. Über die Amateure der Stuttgarter Kickers, zu denen er im Sommer 2005 wechselte, konnte er sich für die erste Mannschaft empfehlen und absolvierte parallel zu den Spielen mit der zweiten Mannschaft einige Spiele in der Regionalliga Süd.
In der Saison 2007/08 war der Stürmer für den SSV Reutlingen aktiv. Nach der Nicht-Qualifikation für die neugegründete 3. Liga verließ er den SSV wieder.
Ab der Saison 2008/09 spielte Bastian Bischoff für die SpVgg Unterhaching, für die er am 9. Spieltag gegen Rot-Weiß Erfurt sein erstes Tor im Profifußball erzielen konnte. Aufgrund einer über einjährigen Verletzungspause kam Bischoff in zwei Spielzeiten im Trikot der SpVgg nur auf 15 Einsätze mit zwei Torerfolgen. Sein im Sommer 2010 auslaufender Vertrag wurde nicht verlängert.
Am 20. Oktober 2010 wurde er vom TSV Hartberg für die österreichische Ersten Liga (zweite Leistungsstufe) unter Vertrag genommen, verließ den Verein bereits am Jahresende wieder, um sich zur Rückrunde der Spielzeit 2010/11 wieder dem SSV Reutlingen anzuschließen. In der Saison 2012/13 spielte er beim Bezirksligisten TSV Wittlingen, dann erneut zwei Jahre in der Oberliga beim SSV Reutlingen und eine Saison bei der TuS Metzingen in der Landesliga Württemberg. Ab 2016 war er beim südbadischen Verbandsligisten FC Auggen aktiv, in seinem letzten Spiel für Auggen verpasste er 2024 in den Aufstiegs-Play-offs gegen Calcio Leinfelden-Echterdingen knapp den Aufstieg in die Oberliga Baden-Württemberg.